# 基倫·理查森
基倫·理查森（Kieron Richardson，1986年1月12日—）是英國的一位演員和主持人。他最著名的作品是在《聖橡鎮少年》中飾演Ste Hay角色。他是一位已經出櫃並結婚的同性戀者。 